# Phyllomacromia occidentalis
Phyllomacromia occidentalis – gatunek ważki z rodziny Macromiidae.